# Panamerikanische Spiele 2011/Leichtathletik – 200 m der Männer
Der 200-Meter-Lauf der Männer bei den Panamerikanischen Spielen 2011 fand am 26. und 27. Oktober 2011 im Telmex Athletics Stadium in Guadalajara statt.
32 Athleten aus 22 Ländern nahmen an dem Wettbewerb teil. Die Goldmedaille gewann Roberto Skyers nach 20,37 s, Silber ging an Lansford Spence mit 20,38 s und die Bronzemedaille sicherte sich Bruno de Barros mit 20,45 s.

## Rekorde
Vor dem Wettbewerb galten folgende Rekorde:
| Weltrekord        | Usain Bolt  | 19,19 s | Weltmeisterschaften in Berlin, Deutschland | 20. August 2009 |
| Rekord der Spiele | Don Quarrie | 19,86 s | Panamerikanische Spiele in Cali, Kolumbien | 3. August 1971  |

## Vorläufe
Aus den fünf Vorläufen qualifizierten sich die jeweils vier Ersten jedes Laufes – hellblau unterlegt – und zusätzlich die vier Zeitschnellsten – hellgrün unterlegt – für das Halbfinale.

### Lauf 1
26. Oktober 2011, 15:00 Uhr

Wind: +1,2 m/s
| Platz | Bahn | Athlet          | Land        | Zeit (s) |
| ----- | ---- | --------------- | ----------- | -------- |
| 1     | 7    | Lansford Spence | Jamaika     | 20,59    |
| 2     | 4    | Roberto Skyers  | Kuba        | 20,86    |
| 3     | 5    | Harold Houston  | Bermuda     | 21,04    |
| 4     | 3    | Kael Becerra    | Chile       | 21,04    |
| 5     | 6    | Mariano Kimenez | Argentinien | 21,20    |
| 6     | 8    | Joel Redhead    | Grenada     | 21,60    |

### Lauf 2
26. Oktober 2011, 15:07 Uhr

Wind: +0,8 m/s
| Platz | Bahn | Athlet            | Land                | Zeit (s) |
| ----- | ---- | ----------------- | ------------------- | -------- |
| 1     | 3    | Bruno de Barros   | Brasilien           | 20,53    |
| 2     | 7    | Daniel Grueso     | Kolumbien           | 20,76 SB |
| 3     | 5    | Rolando Palacios  | Honduras            | 20,90    |
| 4     | 2    | Brijesh Lawrence  | St. Kitts und Nevis | 21,02    |
| 5     | 4    | Perrisan White    | Vereinigte Staaten  | 21,05    |
| 6     | 6    | Franklin Nazareno | Ecuador             | 21,45    |

### Lauf 3
26. Oktober 2011, 15:14 Uhr

Wind: +0,6 m/s
| Platz | Bahn | Athlet            | Land                           | Zeit (s) |
| ----- | ---- | ----------------- | ------------------------------ | -------- |
| 1     | 8    | Álex Quiñónez     | Ecuador                        | 20,73    |
| 2     | 7    | Moriba Morain     | Trinidad und Tobago            | 20,90    |
| 3     | 6    | José Acevedo      | Venezuela                      | 20,93    |
| 4     | 4    | Juan Reyes        | Mexiko                         | 21,54    |
| 5     | 5    | Roudy Monrose     | Haiti                          | 21,63    |
| 6     | 2    | Courtney Williams | St. Vincent und die Grenadinen | 22,42    |
| 7     | 3    | Winston George    | Guyana                         | 24,17    |

### Lauf 4
26. Oktober 2011, 15:21 Uhr

Wind: +0,4 m/s
| Platz | Bahn | Athlet               | Land                    | Zeit (s) |
| ----- | ---- | -------------------- | ----------------------- | -------- |
| 1     | 4    | Michael Mathieu      | Bahamas                 | 20,81    |
| 2     | 8    | Calesio Newman       | Vereinigte Staaten      | 20,86    |
| 3     | 2    | Yoel Tapia           | Dominikanische Republik | 20,95    |
| 4     | 6    | Dontae Richards-Kwok | Kanada                  | 21,26    |
| 5     | 7    | Jonathon Juin        | Haiti                   | 21,62    |
| 6     | 5    | Jorge Alonzo         | Mexiko                  | 21,81    |
| 7     | 3    | Jorge Jimenez        | Belize                  | 23,55    |

### Lauf 5
26. Oktober 2011, 15:28 Uhr

Wind: +0,2 m/s
| Platz | Bahn | Athlet          | Land                | Zeit (s) |
| ----- | ---- | --------------- | ------------------- | -------- |
| 1     | 5    | Sandro Viana    | Brasilien           | 20,65    |
| 2     | 6    | Jason Livermore | Jamaika             | 20,73 SB |
| 3     | 4    | Michael Herrera | Kuba                | 20,82    |
| 4     | 8    | Antoine Adams   | St. Kitts und Nevis | 20,83 SB |
| 5     | 7    | Cristián Reyes  | Chile               | 20,83    |
| 6     | 3    | Adam Harris     | Guyana              | 22,45    |

## Halbfinale
Aus den drei Halbfinalläufen qualifizierten sich die jeweils zwei Ersten jedes Laufes – hellblau unterlegt – und zusätzlich die zwei Zeitschnellsten – hellgrün unterlegt – für das Finale.

### Lauf 1
26. Oktober 2011, 16:55 Uhr

Wind: +0,2 m/s
| Platz | Bahn | Athlet         | Land                | Zeit (s) |
| ----- | ---- | -------------- | ------------------- | -------- |
| 1     | 3    | Roberto Skyers | Kuba                | 20,31 SB |
| 2     | 5    | Sandro Viana   | Brasilien           | 20,39 SB |
| 3     | 4    | Álex Quiñónez  | Ecuador             | 20,49 PB |
| 4     | 2    | Cristián Reyes | Chile               | 20,65 PB |
| 5     | 8    | Antoine Adams  | St. Kitts und Nevis | 20,76 PB |
| 6     | 1    | Perrisan White | Vereinigte Staaten  | 20,78    |
| 7     | 7    | Harold Houston | Bermuda             | 20,91 PB |
| 8     | 6    | Moriba Morain  | Trinidad und Tobago | 20,91    |

### Lauf 2
26. Oktober 2011, 17:02 Uhr

Wind: +0,1 m/s
| Platz | Bahn | Athlet               | Land      | Zeit (s) |
| ----- | ---- | -------------------- | --------- | -------- |
| 1     | 3    | Bruno de Barros      | Brasilien | 20,35    |
| 2     | 5    | Rolando Palacios     | Honduras  | 20,70 SB |
| 3     | 6    | Jason Livermore      | Jamaika   | 20,76    |
| 4     | 4    | Daniel Grueso        | Kolumbien | 20,83    |
| 5     | 8    | José Acevedo         | Venezuela | 20,85    |
| 6     | 1    | Dontae Richards-Kwok | Kanada    | 21,11    |
| 7     | 7    | Kael Becerra         | Chile     | 21,23    |
| 8     | 2    | Franklin Nazareno    | Ecuador   | 21,48    |

### Lauf 3
26. Oktober 2011, 17:09 Uhr

Wind: +0,5 m/s
| Platz | Bahn | Athlet           | Land                    | Zeit (s) |
| ----- | ---- | ---------------- | ----------------------- | -------- |
| 1     | 5    | Lansford Spence  | Jamaika                 | 20,33 PB |
| 2     | 6    | Michael Mathieu  | Bahamas                 | 20,50    |
| 3     | 4    | Michael Herrera  | Kuba                    | 20,66    |
| 4     | 3    | Calesio Newman   | Vereinigte Staaten      | 20,80    |
| 5     | 7    | Brijesh Lawrence | St. Kitts und Nevis     | 20,82    |
| 6     | 8    | Yoel Tapia       | Dominikanische Republik | 20,84    |
| 7     | 1    | Mariano Jimenez  | Argentinien             | 21,47    |
| 8     | 2    | Juan Reyes       | Mexiko                  | 21,49    |

## Finale
27. Oktober 2011, 18:55 Uhr

Wind: −1,0 m/s
| Platz | Bahn | Athlet           | Land      | Zeit (s) |
| ----- | ---- | ---------------- | --------- | -------- |
|       | 5    | Roberto Skyers   | Kuba      | 20,37    |
|       | 6    | Lansford Spence  | Jamaika   | 20,38    |
|       | 3    | Bruno de Barros  | Brasilien | 20,45    |
| 4     | 8    | Michael Mathieu  | Bahamas   | 20,62    |
| 5     | 7    | Rolando Palacios | Honduras  | 20,77    |
| 6     | 1    | Álex Quiñónez    | Ecuador   | 20,86    |
| 7     | 4    | Sandro Viana     | Brasilien | 20,94    |
| 8     | 2    | Cristián Reyes   | Chile     | 20,97    |